# 皆生溫泉

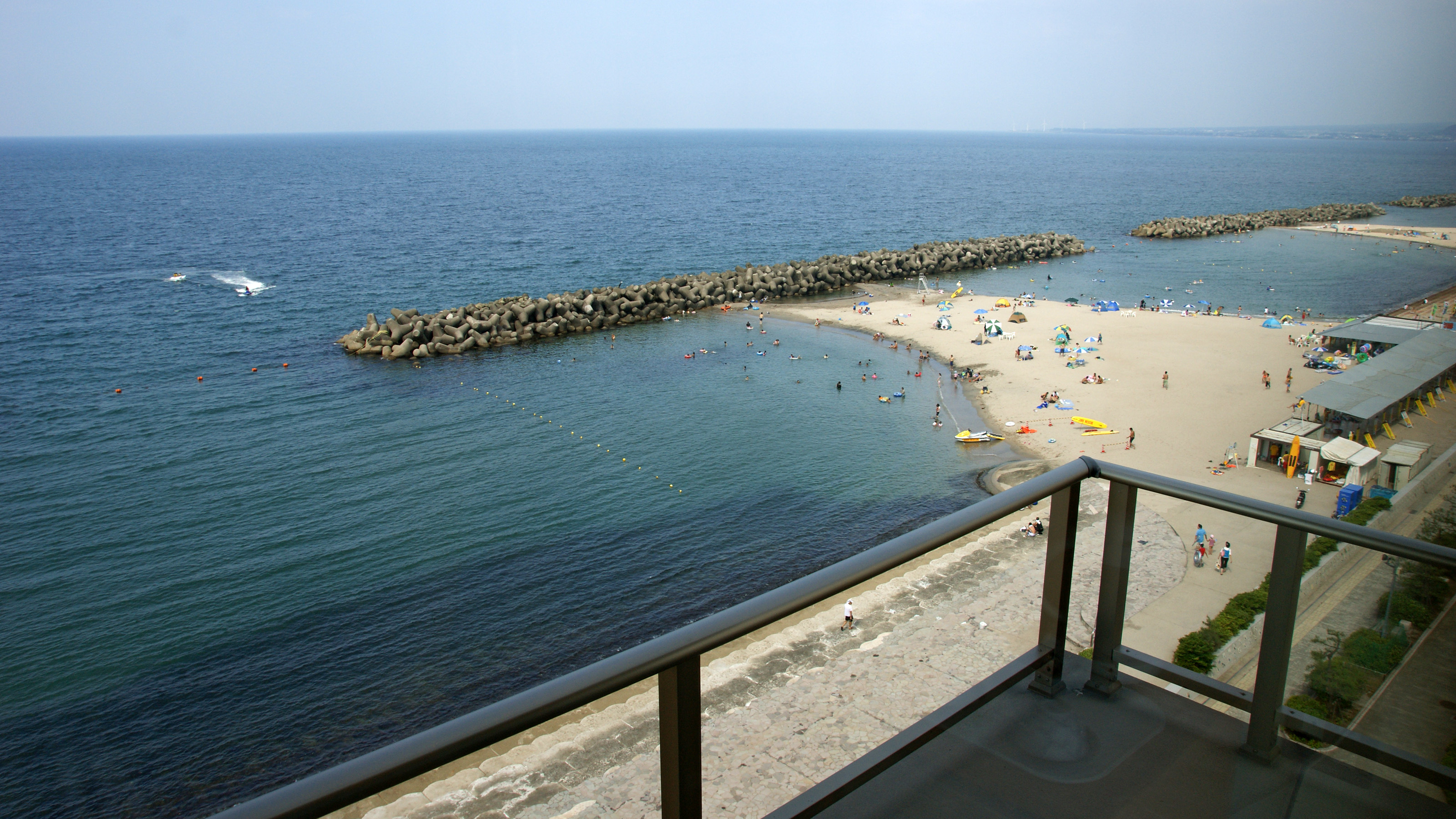
自旅館望皆生海岸

皆生溫泉（日语：かいけおんせん）是位於日本鳥取縣米子市的一個溫泉。在弓濱皆生海岸東西長1,000米，南北長400米的範圍內聚集了大量旅館，其收容規模達約5,000人，是山陰最大規模的溫泉地之一。據鳥取縣政府按入湯稅進行的計算，近年皆生溫泉每年有約40至50萬人利用，是鳥取縣內最大的溫泉度假區。皆生溫泉又有「米子的奧座」、「山陰的熱海」之稱。

## 外部連結
- 皆生温泉概要 （页面存档备份，存于） - 米子観光ナビ（米子市観光協会）
- 皆生温泉旅館組合 （页面存档备份，存于）
- 皆生温泉ビーチライブカメラ